# TOPtrendy
Sopot TOPtrendy Festiwal – polski festiwal muzyczny. Składał się z dwóch koncertów: TOP i Trendy oraz Kabaretonu.
Festiwal TOPtrendy organizowany był przez telewizję Polsat od 2003 do 2009 oraz ponownie od 2013 do 2014 w Operze Leśnej w Sopocie. Ze względu na jej remont w 2010 odbył się na Hipodromie, a w 2011 oraz 2012 w Ergo Arenie.
W 2015 Sopot TOPtrendy Festiwal został zastąpiony przez Polsat SuperHit Festiwal, organizowany również w Operze Leśnej w Sopocie.

## Edycje festiwalu
- 2003: 5-6 lipca TOPtrendy 2003
- 2004: 26-27 czerwca TOPtrendy 2004
- 2005: 24-26 czerwca TOPtrendy 2005
- 2006: 14-16 lipca TOPtrendy 2006
- 2007: 8-10 czerwca TOPtrendy 2007
- 2008: 4-6 lipca TOPtrendy 2008
- 2009: 26-28 czerwca TOPtrendy 2009
- 2010: 28-30 maja TOPtrendy 2010
- 2011: 3-5 czerwca TOPtrendy 2011
- 2012: 25-27 maja TOPtrendy 2012
- 2013: 7-9 czerwca TOPtrendy 2013
- 2014: 30 maja-1 czerwca TOPtrendy 2014

## Koncert TOP
Prezentował dziesiątkę najpopularniejszych artystów w Polsce. Uznawany był za jeden z najbardziej obiektywnych, gdyż poszczególne miejsca są ustalane według ilości sprzedanych płyt.
Artyści biorący udział w koncertach TOP na poszczególnych edycjach festiwalu (alfabetycznie):
- 2003: Golec uOrkiestra, Edyta Górniak, Kasia Kowalska, Łzy, Myslovitz, Raz, Dwa, Trzy, Stachursky, Wilki.
- 2004: Arka Noego, Blue Cafe, Bajm, Ewelina Flinta, Borysewicz & Kukiz, Kayah, Lipnicka & Porter, Łzy, Pudelsi, Raz, Dwa, Trzy.
- 2005: Ania Dąbrowska, Ich Troje, Jeden Osiem L, Kasia Kowalska, Krzysztof Krawczyk, Paweł Kukiz & Piersi, Lady Pank, Mandaryna, Sistars, Wilki.
- 2006: Monika Brodka, Hey, Anna Maria Jopek, Krzysztof Kiljański, Kombii, Beata Kozidrak, Lipnicka & Porter, Mandaryna, Sistars, Virgin.
- 2007: Blog 27, Ania Dąbrowska, Myslovitz, Maria Peszek, Andrzej Piaseczny, Maryla Rodowicz, Grzegorz Turnau, Wilki, Szymon Wydra, Piotr Rubik.
- 2008: Edyta Górniak, Doda, Feel, Rafał Blechacz, Anna Maria Jopek, Kombii, Krzysztof Krawczyk, Maleńczuk & Waglewski, Raz, Dwa, Trzy, Andrzej Smolik.
- 2009: Ania Dąbrowska, Anna Maria Jopek, Patrycja Markowska, Katarzyna Nosowska, Maria Peszek, Maryla Rodowicz, Piotr Rubik, Maleńczuk & Waglewski, Czesław Śpiewa, Coma.
- 2010: Kasia Kowalska, Tomasz Stańko, Agnieszka Chylińska, Hey, Andrzej Piaseczny, Feel, Paulla, Maciej Maleńczuk, Piotr Rubik, Kayah.
- 2011: Kombii, Czesław Śpiewa, Marcin Wyrostek, O.S.T.R., Anna Wyszkoni, Maryla Rodowicz, Monika Brodka, Raz, Dwa, Trzy, Ania Dąbrowska, Kult.
- 2012: Kamil Bednarek, Zakopower, Anna Maria Jopek, Seweryn Krajewski, Stanisław Soyka, Sylwia Grzeszczak, Yugopolis, Maciej Maleńczuk, Ewa Farna, Maryla Rodowicz.
- 2013: Hey, Coma, Ania Dąbrowska, Donatan, Andrzej Piaseczny i Seweryn Krajewski, Kazik na Żywo, Maria Peszek, Bednarek, Andrzej Piaseczny, Artur Andrus.
- 2014: Zakopower, O.S.T.R. i Hades, T.Love, Paluch, LemON, Kult, Edyta Bartosiewicz, Enej, Dawid Podsiadło.

## Koncert Trendy
Prezentował początkujących artystów, którzy są dopiero wschodzącymi gwiazdami i nadzieją polskiej sceny muzycznej. Widzowie w głosowaniu SMS-owym wybierali zwycięzcę, który zostaje artystą Trendy. Nagrodą była promocja artysty na antenie telewizji Polsat oraz na stronie internetowej i w radiu, które w danej edycji festiwalu byli partnerami medialnymi imprezy.
Artyści biorący udział w koncertach Trendy na poszczególnych edycjach festiwalu (bez kolejności):
- 2003: Andrzej Smolik, Marcin Rozynek, Tomek Makowiecki, Kasia Klich, Cool Kids of Death, Oxy.gen
- 2004: Sistars, Gosia Stępień, Paranormal, Hania Stach, eM, dr.no, 15 min projekt, Mikrowafle, Toronto, Nocturia, Pustki, Krzysztof Kiljański.
- 2005: Delons, Dreamland, Hana, Kangaroz, Kulturka, Mosqitoo, Ptaky, Sidney Polak, The Car Is on Fire, Vavamuffin, Zakopower, Żywioły.
- 2006: Ania Szarmach, B.E.T.H, DNA/GAL, Kombajn do Zbierania Kur po Wioskach, Lidia Kopania, Maria Peszek, Marika, Monika Urlik, SOFA.
- 2007: 96PROJECT, Afromental, Bracia, Kashmir, Losza Vera, Maciej Silski.
- 2008: Maja Sikorowska, Cuts, Mietall Waluś Magazine, Plateau, Mikromusic, Manchester, Jarek Wist, Video, LOV (zwycięzca programu Nowa Generacja emitowanego na antenie TV4).
- 2009: Rafał Olbrychski, Kumka Olik, Mrozu, Michał Rudaś, Ewa Farna, The Few, Paulla, Przemek Puk, The Positive.
- 2010: Aniqa, Anna Cyzon, Asia Si, Chemia, FOX, HooDoo Band, IKA, Natalia Lesz, Nick Sinckler, Romek Lasota, Volver.
- 2011: Eden Express, The Boogie Town, The Lollipops, Magda Navarrete, Neo Retros, Poparzeni Kawą Trzy, Honey, Rotten Bark, Magda Steczkowska & Indigo.
- 2012: Loka, Piotr Salata, Mika Urbaniak, Margaret, Kasia Wilk, Hanna Stach, Me Myself And I, Jula, Adam Krylik.
- 2013: Holly Blue, Kreuzberg, Dr Misio, Sebastian Riedel & Cree, Andrzej Bachleda, FairyTaleShow, Natalia Przybysz, Red Lips, Pączki w Tłuszczu, Uniqplan.
- 2014: Patryk Kumór, Najlepszy Przekaz w Mieście, Future Folk, BE.MY, Marcelina, Sorry Boys, Aleksander Klepacz, Miąższ, Klara.

## Kabareton
Festiwalowi towarzyszył kabaret. Wystąpili na nim najpopularniejsze grupy kabaretowe. Byli to m.in. Łowcy.B, Ani Mru Mru, Kabaret Moralnego Niepokoju i inni. Kabareton co roku przyciągał przed telewizory widownię sięgającą blisko 3 mln widzów.